# Eek, A Penis!
"Eek, a Penis!" is de vijfde aflevering van het twaalfde seizoen van de animatieserie South Park.

## Verhaal
De aflevering begint met Mrs. Garrison die huilend voor haar klas staat terwijl ze het verhaal over haar tragisch verlopen ombouwing tot vrouw en over een zwangere transseksueel in de The Oprah Winfrey Show vertelt (die uitzending was een week voor deze aflevering). De transseksueel was van mening dat zwangerschap een vrouw van je maakt en dat Mrs. Garrison nog steeds een man is. Ze wil koste wat kost geen vrouw meer zijn, maar haar penis was vernietigd. Directeur Victoria ontslaat Garrison tijdelijk en ze mag pas weer lesgeven als ze haar privéleven op orde krijgt. Eric Cartman mag optreden als vervanger van Garrison.
De kinderen uit de klas stelen dan snel antwoorden voor een toets. Daarna krijgen alle kinderen uit de klas de hoogste score. Iedereen is onder de indruk van Erics 'lesmethodes'. De Denver County school vraagt zelfs aan Cartman om de slechts presterende leerlingen les te geven van de Jim Davis School.
Mrs. Garrison ziet een nieuwsverslag over dat wetenschappers een menselijk oor aan muis kunnen laten groeien. En vraagt of ze hetzelfde kunnen doen met een penis. Ze geeft al haar geld en wat mannelijk DNA. Het lukt uiteindelijk. Maar de muis ontsnapt en rent het dorp in. Dat veroorzaakt hysterische angst onder de vrouwen. Maar de vrouwen zijn niet bang voor de muis, maar voor de penis. De muis rent overal rond en ontsnapt aan Mrs. Garrison. Mrs. Garrison is daar heel verdrietig om, ze beseft dat ze nooit meer een man zal zijn.
Ondertussen maakt Kyle Broflovski Cartman bang met waarschuwingen over de gevaren van de leerling die hem waarschijnlijk zullen vermoorden. Cartman verkleedt zich daarom als een Spaans type genaamd "Mr. Cartmenez" en leert zijn leerlingen hoe blanken in staat zijn om succes te hebben: door vals te spelen. Hij leert de klas valsspeeltechnieken, uitleggend dat als je succes hebt je nooit problemen krijgt. Cartman vertelt ook over Bill Belichicks succes na zijn valsspelen in het Spygate football schandaal. Uiteindelijk slaagt elke leerling voor de testen. De klas bedankt "Mr. Cartmenez" voor het leren van de "blankemensenmethode".
Terwijl Mrs. Garrison in het park aan het huilen is, komt de muis terug bij haar met de penis en laat zich vrijwillig vangen. Mrs. Garrison krijgt een operatie en wordt weer een man.